# Kiyoshiro Imawano
 Kiyoshiro Imawano, eig. Kiyoshi Kurihara (Japans: 忌野清志郎, Imawano Kiyoshirō) (Nakano (Tokio), 2 april 1951 – Tokio, 2 mei 2009) was een Japans acteur, componist en rockzanger. Hij was de stichter van de legendarische Japanse  rockgroep "RC Succession". Later ging hij de solotoer op. Op het podium was hij steeds zwaar opgemaakt. Imawano was ook politiek actief en schreef antinucleaire songs en sprak zich uit voor de Tibetaanse autonomie. Imawano was een regelmatig terugkerende gast op het jaarlijkse "Fuji Rock Festival". Hij speelde ook mee in een aantal films en tv-producties. Imawano stierf in april 2009 aan lymfeklierkanker, nadat in 2006 keelkanker was vastgesteld.

## Filmografie
- 1986 Death Powder ... Dr. Loo
- 2001 The Happiness of the Katakuris ... Richâdo Sagawa
- 2002 Chicken Heart ... Sada
- 2003 1980
- 2004 Otakus in Love
- 2005 The Great Yokai War ... General Nurarihyon
- 2008 Then Summer Came.

- Bibliothèque nationale de France: cb16936634k (data)
- CiNii: DA01046812
- Gemeinsame Normdatei: 1027351816
- International Standard Name Identifier: 0000 0000 8461 5782
- Library of Congress Control Number: no2007155804
- MusicBrainz: c2ee3fed-2f9d-42bf-b524-a19cee50d616
- Bibliotheek van het Japanse parlement: 00135025
- Virtual International Authority File: 108716715
- WorldCat: E39PBJfMmgyjXq44hD9R6fmw4q